# Condor Tecnologias Não Letais
A Condor Não Letal ou Condor Tecnologias Não Letais é uma empresa brasileira da indústria bélica, de defesa, pirotecnia e armamento não letal baseada em Nova Iguaçu, estado do Rio de Janeiro.
Seu portfólio inclui diversos produtos não letais como balas de borracha, granadas de gás lacrimogêneo, granadas de impacto e efeito moral, lançadores de granadas de gás lacrimogêneo, dispositivos de eletrochoque incapacitantes e pirotécnicos de sinalização e salvatagem.
Cerca de 50% da produção de armas não letais da Condor é exportada para países da África e Oriente Médio.

## História

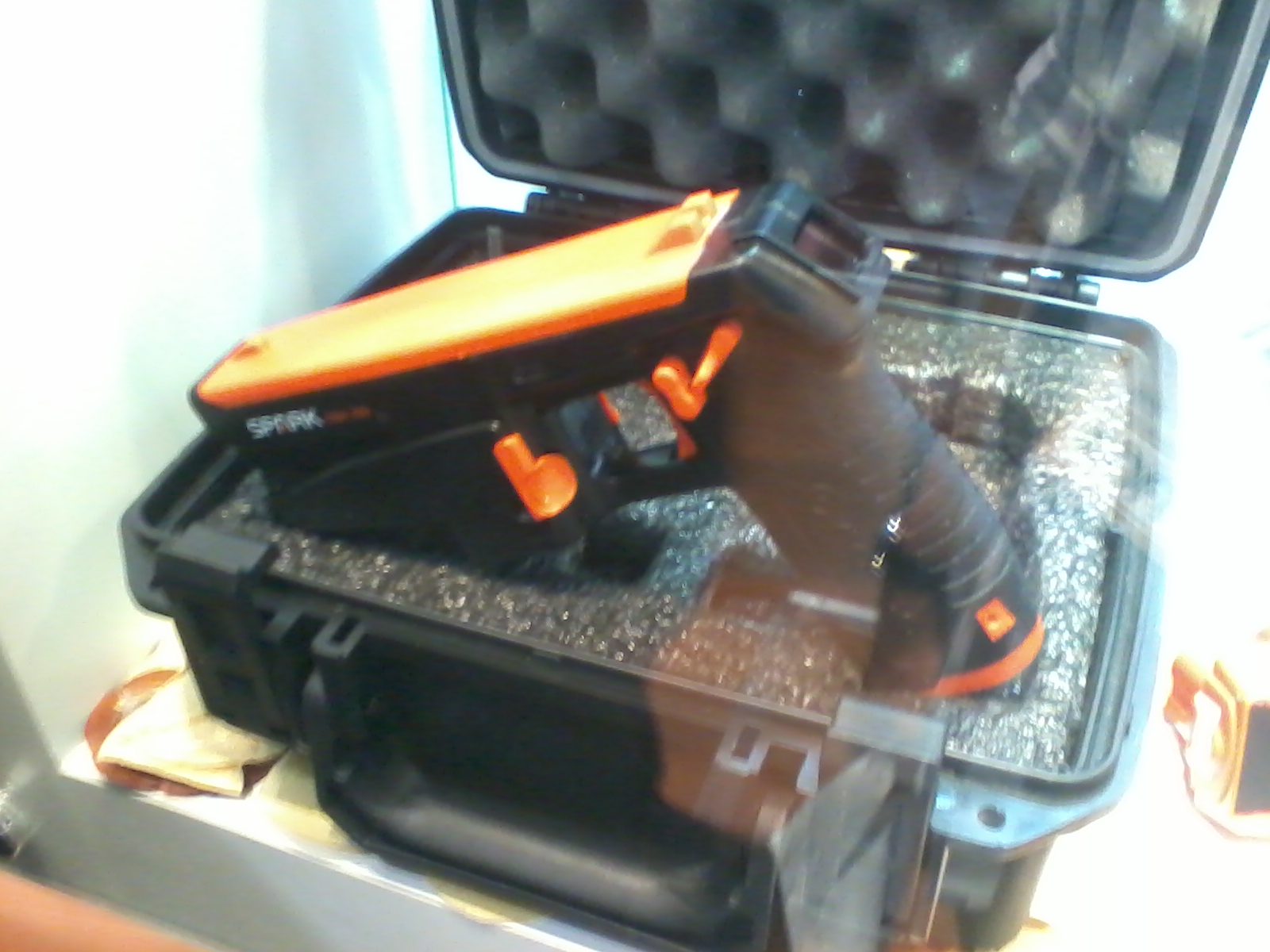
Uma Condor Spark em exposição na EXPOSEC 2012

Fundada em 1985 por um ex-diretor da Química Tupan, antiga fornecedora de minas terrestres para o Exército Brasileiro, no mesmo local da fábrica antiga, a Condor se tornou a primeira fabricante especializada em armamento não letal a se instalar no Brasil.
Em 2001, exportou seus armamentos pela primeira vez, sob encomenda do Exército Brasileiro para uma missão de paz da ONU na Argélia. Em 2003, no livro "Armas Não Letais", o coronel norte-americano John B. Alexander, consultor do Departamento de Defesa dos Estados Unidos e ex-comandante dos Boinas Verdes na Guerra do Vietnam, mencionou a fabricante e seus armamentos no livro.
Em 2011, a Condor lança o Spark, um dispositivo de eletrochoque incapacitante similar ao Taser, fabricado totalmente no Brasil e com um custo mais baixo que o concorrente americano. Atualmente, o Spark é adotado por forças públicas de segurança como as guardas municipais de diversas cidades e pela Polícia Militar do Estado de Santa Catarina, dentre outras, como uma alternativa não letal as armas de fogo.
Em 2019, foi lançado o Spark Z2.0, o novo modelo da arma de eletrochoque Condor Spark. Este novo dispositivo já foi adotado por algumas guardas municipais no estado do Rio Grande do Norte.